# I'm Watching You
Pour la chanson de Sylvie Vartan, voir (I'm Watching) Every Little Move You Make.
Pour plus de détails, voir Fiche technique et Distribution.
I'm Watching You est un film américain écrit et réalisé par Blain Brown, sorti en 1997.

## Fiche technique
- Titre : I'm Watching You
- Réalisation : Blain Brown
- Scénario : Blain Brown
- Producteur : William Burke
- Producteur exécutif : Edward Holzman, Eric S. Deutsch
- Production :
- Distributeur :
- Musique : Chris Anderson, Carl Schurtz
- Pays d'origine :  États-Unis
- Langue d'origine : Anglais américain
- Genre : Thriller, érotique
- Durée : 1 h 32
- Date de sortie : 
  - Pays-Bas: 1997

## Distribution
- LoriDawn Messuri : Laura
- Jacqueline Lovell : Alisha
- Andre Wilson : Julian
- Vanessa Blair : Erika
- Francesco Romano : Marco
- James Wellington : le détective
- Adoni Maropis : Warren
- Jesus Nebot : le photographe
- Nenna Quiroz : le modèle nu
- Marc Robinson : Edward